# Zákon o ochraně osobních údajů v informačních systémech
Zákon o ochraně osobních údajů v informačních systémech byl přijat Federálním shromážděním České a Slovenské Federativní Republiky a upravoval ochranu osobních údajů.

## Struktura
Zákon se skládal z:
- ČÁST PRVNÍ Rozsah působnosti (§ 1 a § 2)
- ČÁST DRUHÁ VYMEZENÍ NĚKTERÝCH POJMŮ PRO ÚČELY TOHOTO ZÁKONA (§ 3 až § 15)
- ČÁST TŘETÍ POVINNOSTI SOUVISEJÍCÍ S PROVOZOVÁNÍM INFORMAČNÍHO SYSTÉMU (§ 16 až § 23)
- ČÁST ČTVRTÁ REGISTRACE INFORMAČNÍHO SYSTÉMU A DOZOR NAD PROVOZOVÁNÍM INFORMAČNÍHO SYSTÉMU (§ 24 až § 26)
- ČÁST PÁTÁ PŘECHODNÁ A ZÁVĚREČNÁ USTANOVENÍ (§ 27 až § 29)

## Derogace
Zákon o ochraně osobních údajů v informačních systémech byl zrušen zákonem o ochraně osobních údajů a o změně některých zákonů.